# Disbarismo
Il disbarismo si riferisce alla condizione medica risultante dalla variazione della pressione ambientale. La subacquea è l'esempio citato più frequentemente, ma la pressione interessa anche le persone che lavorano in ambienti pressurizzati o che si spostano ad altezze differenti.

## Pressione ambientale
La pressione ambientale è la pressione dei fluidi che circondano il corpo umano; nel caso di un sub si tratta della pressione dell'acqua, che aumenta man mano che il sub scende in profondità. A 10 metri di profondità nell'acqua salata è il doppio della normale pressione atmosferica a livello del mare. A 40 metri di profondità (il limite di sicurezza per un'immersione sportiva) è di 5 volte quella a livello del mare.
La pressione diminuisce man mano che ci si allontana dalla superficie marina, ma più lentamente; a 1000 M s.l.m. è del 90%, e non raggiunge il 50% se non a 6000 metri di altitudine.

## Effetto della pressione sul corpo

### Effetto sui tessuti
L'effetto sui tessuti non è rilevante, in quanto il corpo è composto principalmente di tessuti solo marginalmente comprimibili come l'acqua. Molti si chiedono quale sia l'effetto della pressione su un subacqueo, ma di fatto non c'è alcun effetto sensibile.

### Volume dell'aria
L'aria è altamente comprimibile. L'organismo umano ha molte zone riempite d'aria: le fosse nasali, l'orecchio medio, l'intestino, le cavità dentarie e soprattutto i polmoni. Durante la vita di tutti i giorni la pressione in queste cavità è uguale a quella esterna, per via della connessione di questi spazi col mondo esterno. Se vi sono però delle differenze di pressione l'effetto di questa si avverte in modo a volte violento (il dolore alle orecchie durante un volo aereo, ad esempio).

### Assorbimento dei  gas
Una percentuale dei gas respirati è sempre disciolta nel sangue; se ci si sposta in una condizione di maggior pressione, il gas respirato aumenta la sua percentuale all'interno dei tessuti. Lo spostamento lento in una condizione di minor pressione porta all'espulsione lenta del gas in eccesso senza danni per l'organismo. Se il passaggio però è brusco il gas si dilata molto più velocemente in grosse bolle che possono causare danni ai tessuti e provocare gravi patologie.

## Tipologie di disbarismo
Vi sono differenti tipologie di disbarismo che possono verificarsi a seguito di un aumento (ad esempio, durante un'immersione subacquea o l'atterraggio di un aereo) o di una diminuzione (per esempio, scalando una montagna) della pressione.

### Malessere da decompressione
La malattia da decompressione è una patologia derivante dalla formazione di bolle all'interno del circolo ematico o dei tessuti e provocata dalla mancata eliminazione di gas inerti (azoto) in seguito ad un'immersione subacquea oppure all'esposizione a pressioni elevate. La malattia da decompressione può verificarsi anche in seguito alla rapida perdita di pressione nella cabina di un velivolo. In soggetti predisposti la malattia da decompressione può insorgere anche dopo un'immersione in curva oppure nonostante il rigoroso rispetto delle soste di decompressione, questo perché i fattori che possono provocare un eccessivo assorbimento (o un insufficiente smaltimento) di gas inerti sono diversi e dipendenti sia dalle condizioni del subacqueo sia dall'ambiente esterno.

### Embolia gassosa arteriosa
L'embolia gassosa arteriosa è una delle patologie più gravi, assieme alla malattia da decompressione, alle quali può andare incontro un subacqueo e si manifesta come presenza di bolle di gas all'interno della circolazione arteriosa. La principale causa dell'EGA è una estrema sovradistensione polmonare che arriva al punto di causare lacerazioni nel tessuto polmonare, facendo quindi penetrare nella circolazione arteriosa emboli gassosi. 

### Narcosi da azoto
La narcosi da azoto (detta anche ebbrezza da alti fondali) si verifica talvolta durante le immersioni subacquee in caso di pressioni ambientali superiori a circa 4 atmosfere (quindi a circa 30-35 metri di profondità) ed è accentuata dalla velocità di discesa tenuta per raggiungere tale profondità.

### Sindrome nervosa da alta pressione
La sindrome nervosa da alta pressione è raramente di interesse per le immersioni sportive, in quanto per verificarsi bisogna respirare gas a grandi profondità (oltre i 130 metri).

### Barotrauma
Il barotrauma è una lesione ai tessuti provocata dal mancato equilibrio fra la pressione dell'aria contenuta in una cavità corporea e la pressione dell'ambiente circostante, e si verifica quando il corpo si muove in modo troppo repentino da o verso una condizione in cui la pressione è più elevata.
I danni originano dal fatto che mentre l'aria è comprimibile i tessuti non lo sono quindi all'aumentare della pressione esterna l'aria contenuta nei tessuti offre una resistenza minore alla pressione mentre al diminuire della pressione esterna l'aria contenuta nel corpo umano tende a espandersi danneggiando, se non sono rispettati i tempi e i modi di espulsione, i tessuti nella quale è contenuta. 